# Diplosoma lukini
Diplosoma lukini är en sjöpungsart som beskrevs av Romanov 1989. Diplosoma lukini ingår i släktet Diplosoma och familjen Didemnidae. Inga underarter finns listade i Catalogue of Life.